# Andrena grindeliae
Andrena grindeliae är en biart som beskrevs av Donovan 1977. Andrena grindeliae ingår i släktet sandbin, och familjen grävbin. Inga underarter finns listade i Catalogue of Life.